# Strappati lungo i bordi
Strappati lungo i bordi è un album discografico del cantautore italiano Giancane, pubblicato il 17 novembre 2021 per l'etichetta Woodworm come colonna sonora della serie televisiva Strappare lungo i bordi di Zerocalcare.

## Tracce
Testi e musiche di Giancane.
1. Strappati lungo i bordi – 3:19
2. Strappati lungo gli 80's – 2:50
3. Strappati tranne i bordi – 3:47
4. Strappati lungo i Beatles – 2:40
5. Emo10 – 2:42
6. Armadillo Funk – 2:05
7. Latina (Instrumental) – 2:21
8. Non dormo ancora – 3:35
9. Papà Francesco (Instrumental) – 3:04
10. Mirko – 2:56
11. Strappati lungo i bordi (Karaoke Version) – 2:43

Durata totale: 32:02

## Classifiche
| Classifica (2021) | Posizione massima |
| ----------------- | ----------------- |
| Italia            | 83                |